# Ceradioda
Ceradioda – półprzewodnikowy element zaprojektowany do ochrony linii sygnałowych przed wyładowaniami elektrostatycznymi ESD. Przeznaczone są do zabezpieczania linii audio-video, cyfrowych I/O, magistral, interfejsów USB, Ethernet, HDMI, IEEE 1394, itp.